# Késői galambgomba
A késői galambgomba vagy barnásközepű galambgomba (Russula cessans) az Agaricomycetes osztályának galambgomba-alkatúak (Russulales) rendjébe, ezen belül a galambgombafélék (Russulaceae) családjába tartozó, Európában és Észak-Amerikában honos, fenyvesekben élő, ehető gombafaj.

## Megjelenése
A késői galambgomba kalapja 3-8 cm széles, alakja kezdetben domború, majd szélesen domború, lapos, sőt benyomott lesz. Felszíne nedvesen ragadós. Széle sima, idősen kissé barázdált. Színe bíborszínű, liláspiros, közepe gyakran sötétebb. Bőre viszonylag könnyen lehúzható.
Húsa fehér, sérülésre nem színeződik el. Szaga nem jellegzetes, íze enyhe.
Sűrű lemezei tönkhöz nőttek. Színük halványsárga. 
Tönkje 3-7 cm magas és legfeljebb 2 cm vastag. Alakja nagyjából hengeres vagy a tövénél kissé megduzzadt. Felülete sima, színe fehér. 
Spórapora sárga. Spórája széles elliptikus vagy közel kerekded, felülete szemölcsös, közöttük részleges hálózatot alkotó gerincekkel, mérete 7,5-9 x 6,5-7,5 µm.

### Hasonló fajok
Más galambgombákkal téveszthető össze; egyedi jegyei a sárga lemez és spórapor, a sötét liláspiros kalap, a fehér tönk és a jellemző íz és szag hiánya.  

## Elterjedése és termőhelye
Európában és Észak-Amerikában honos. Magyarországon ritka, inkább északon fordul elő.
Fenyvesekben él, egyesével vagy kisebb csoportokban található meg. Június végétől október végéig terem. 

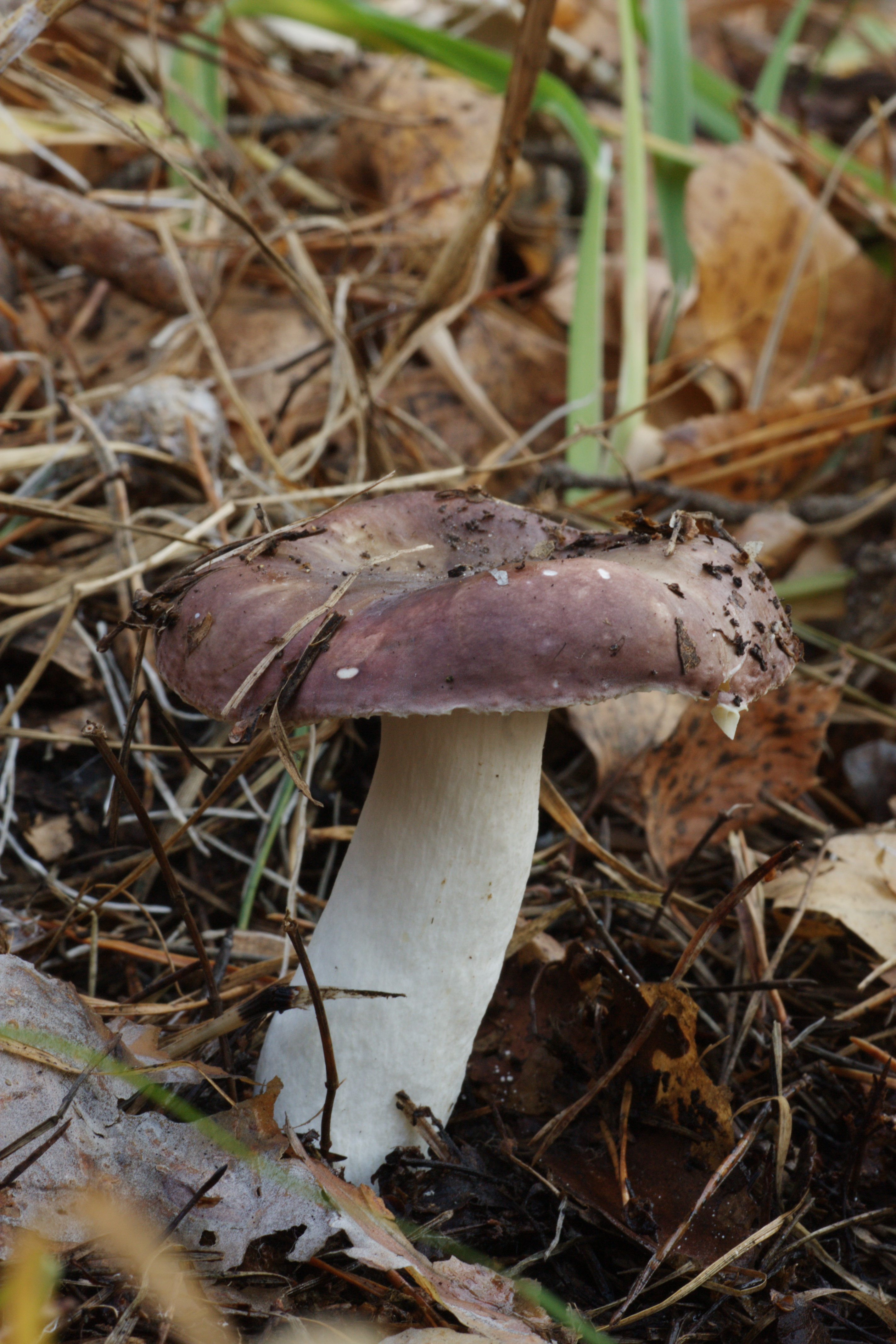
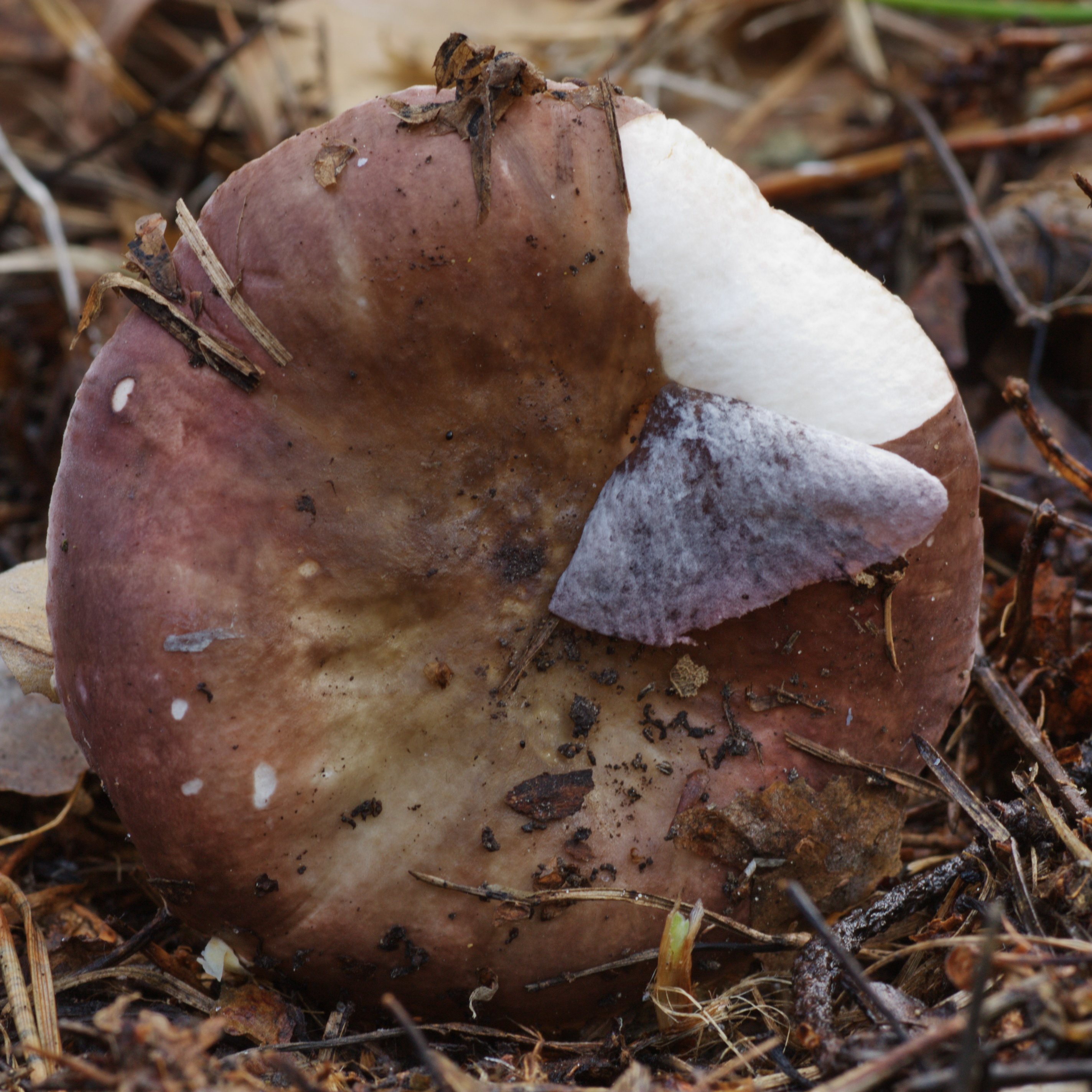
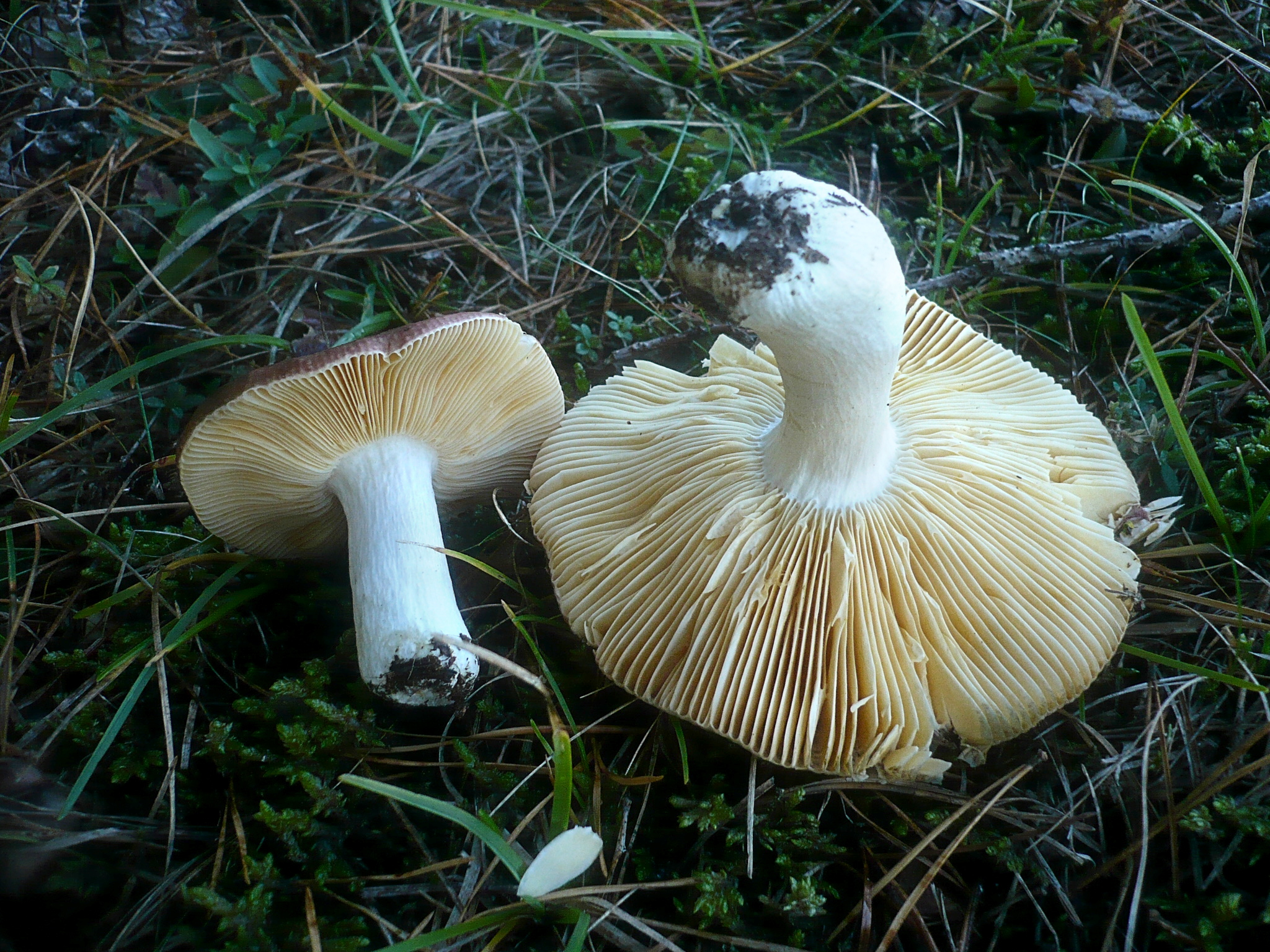
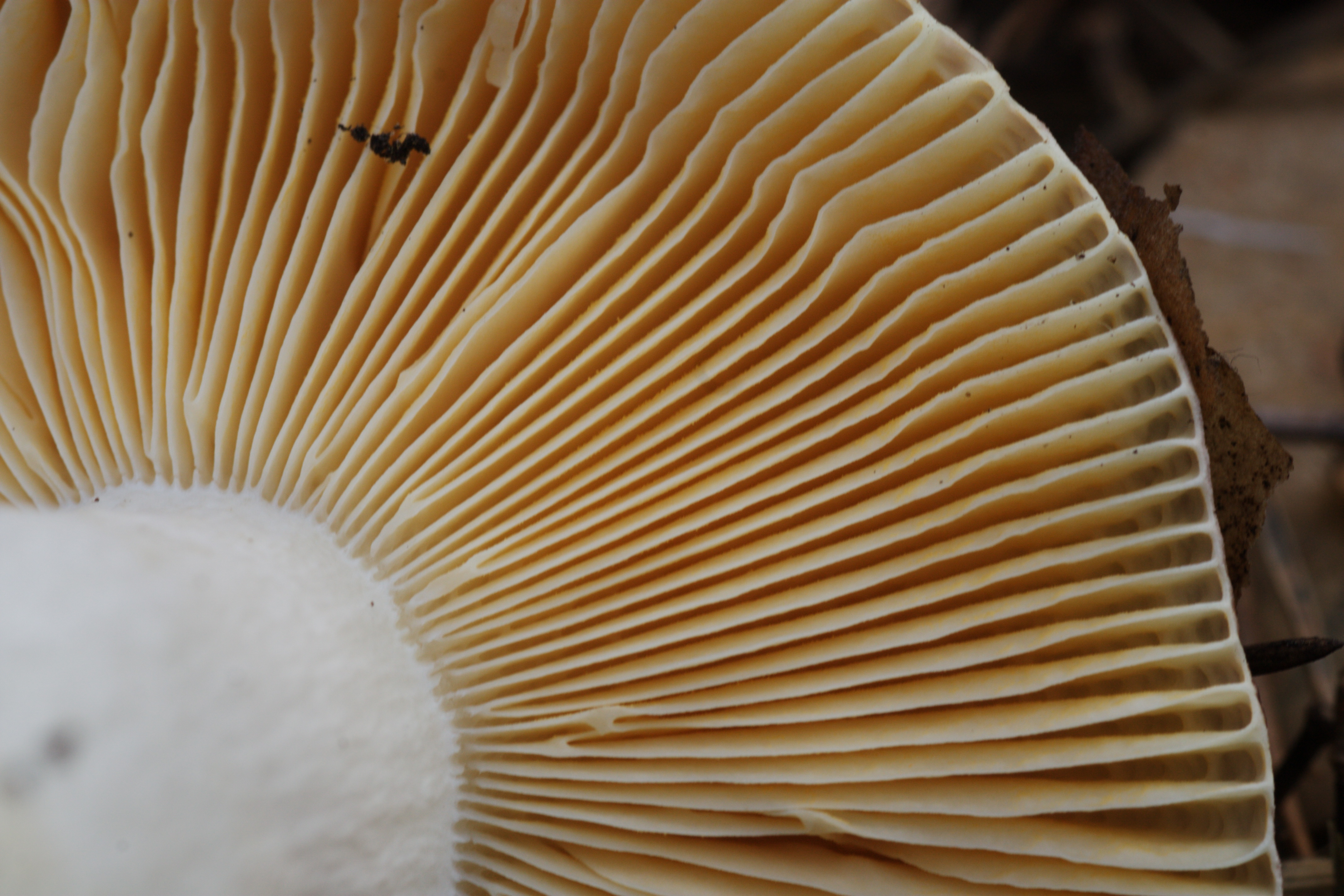
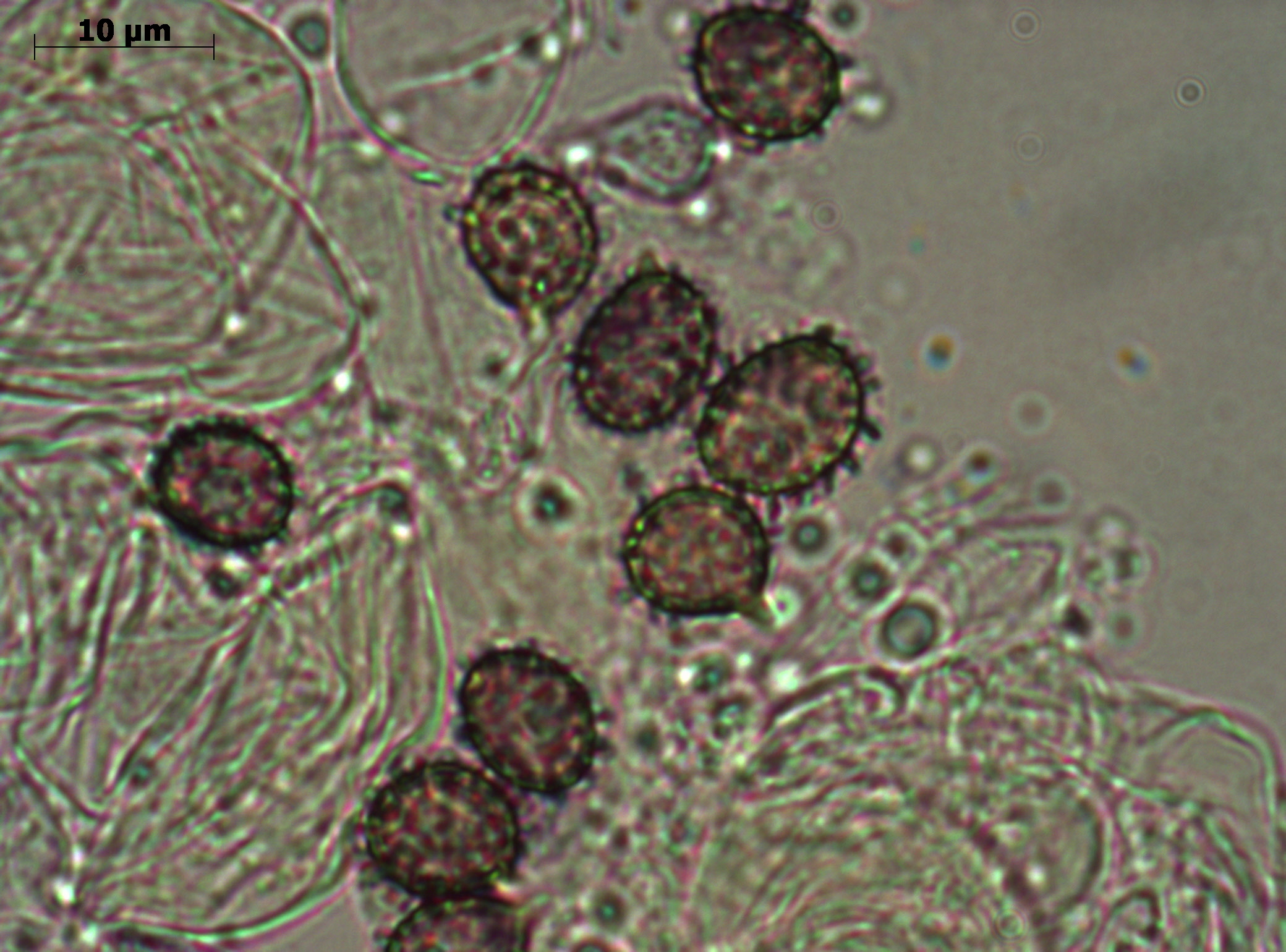

Ehető.